# Prelatura territoriale di Marawi
La prelatura territoriale di Marawi (in latino: Praelatura Territorialis Maraviensis) è una sede della Chiesa cattolica nelle Filippine suffraganea dell'arcidiocesi di Ozamiz. Nel 2021 contava 37.900 battezzati su 1.013.810 abitanti. È retta dal vescovo Edwin de la Peña y Angot, M.S.P.

## Territorio
La prelatura territoriale comprende la provincia filippina di Lanao del Sur e le municipalità di Sultan Naga Dimaporo, Nunungan, Tangcal, Munai, Pantao Ragat e Baloi della provincia di Lanao del Norte sull'isola di Mindanao.
Sede prelatizia è la città di Marawi, dove si trova la cattedrale di Santa Maria Ausiliatrice.
Il territorio si estende su 4.567 km² ed è suddiviso in 7 parrocchie.

## Storia
La prelatura territoriale è stata eretta il 20 novembre 1976 con la bolla Precibus accedentes di papa Paolo VI, ricavandone il territorio dalla prelatura territoriale di Iligan (oggi diocesi).
Originariamente suffraganea dell'arcidiocesi di Cagayan de Oro, il 24 gennaio 1983 è entrata a far parte della provincia ecclesiastica dell'arcidiocesi di Ozamiz.

## Cronotassi dei vescovi
Si omettono i periodi di sede vacante non superiori ai 2 anni o non storicamente accertati.
- Bienvenido Solon Tudtud † (25 aprile 1977 - 26 giugno 1987 deceduto)
  - Sede vacante (1987-2000)
- Edwin de la Peña y Angot, M.S.P., dal 23 giugno 2000

## Statistiche
La prelatura territoriale nel 2021 su una popolazione di 1.013.810 persone contava 37.900 battezzati, corrispondenti al 3,7% del totale.
| anno | popolazione | popolazione | popolazione | presbiteri | presbiteri | presbiteri | presbiteri                | diaconi | religiosi | religiosi | parrocchie |
| anno | battezzati  | totale      | %           | numero     | secolari   | regolari   | battezzati per presbitero | diaconi | uomini    | donne     | parrocchie |
| ---- | ----------- | ----------- | ----------- | ---------- | ---------- | ---------- | ------------------------- | ------- | --------- | --------- | ---------- |
| 1980 | 25.000      | 424.000     | 5,9         | 9          | 4          | 5          | 2.777                     |         | 5         | 7         | 4          |
| 1990 | 30.000      | 454.000     | 6,6         | 8          | 2          | 6          | 3.750                     |         | 6         | 12        | 6          |
| 1999 | 64.000      | 854.963     | 7,5         | 16         | 5          | 11         | 4.000                     |         | 21        | 12        | 4          |
| 2000 | 64.000      | 872.629     | 7,3         | 16         | 5          | 11         | 4.000                     |         | 21        | 12        | 4          |
| 2001 | 41.711      | 884.887     | 4,7         | 12         | 4          | 8          | 3.475                     |         | 17        | 12        | 4          |
| 2003 | 43.127      | 895.536     | 4,8         | 8          | 3          | 5          | 5.390                     |         | 9         | 4         | 4          |
| 2004 | 43.127      | 884.099     | 4,9         | 10         | 4          | 6          | 4.312                     |         | 6         | 6         | 4          |
| 2013 | 41.307      | 869.000     | 4,8         | 10         | 3          | 7          | 4.130                     |         | 8         | 5         | 7          |
| 2016 | 35.906      | 940.047     | 3,8         | 8          | 3          | 5          | 4.488                     |         | 6         | 5         | 7          |
| 2019 | 36.900      | 986.500     | 3,7         | 8          | 3          | 5          | 4.612                     |         | 5         | 5         | 7          |
| 2021 | 37.900      | 1.013.810   | 3,7         | 8          | 3          | 5          | 4.737                     |         | 5         | 5         | 7          |